# Combres
Combres – miejscowość i gmina we Francji, w Regionie Centralnym, w departamencie Eure-et-Loir.
Według danych na rok 1990 gminę zamieszkiwały 342 osoby, a gęstość zaludnienia wynosiła 23 osoby/km² (wśród 1842 gmin Regionu Centralnego Combres plasuje się na 805. miejscu pod względem liczby ludności, natomiast pod względem powierzchni na miejscu 888.).